# SheBelieves Cup de 2019
A SheBelieves Cup de 2019 foi a quarta edição da SheBelieves Cup, torneio feminino de futebol promovido nos Estados Unidos. Com equipes nacionais do Brasil, Inglaterra, Japão e Estados Unidos, começou em 27 de fevereiro e terminou em 5 de março de 2019.
Os Estados Unidos foram os campeões atuais. A Inglaterra venceu o torneio pela primeira vez.

## Formato
Os quatro times convidados disputaram um sistema de todos contra todos. Os pontos ganhos na fase de grupos seguiram a fórmula de três pontos por vitória, um ponto por empate e zero pontos por derrota. Um empate em pontos seria decidido pelo diferencial de gols ; outros desempatadores estão listados abaixo.

## Sedes
Um total de três cidades sedirá o torneio.
| Chester                 | Nashville          | Tampa                 |
| ----------------------- | ------------------ | --------------------- |
| Talen Energy Stadium    | Nissan Stadium     | Raymond James Stadium |
| Capacidade: 18.500      | Capacidade: 69.193 | Capacidade: 66.321    |
|                         |                    |                       |
| Chester Nashville Tampa |                    |                       |

## Participantes
| Equipes        | Ranking FIFA (Dezembro 2018) |
| -------------- | ---------------------------- |
| Estados Unidos | 1                            |
| Inglaterra     | 4                            |
| Japão          | 8                            |
| Brasil         | 10                           |

## Classificação
| Pos | Seleção        | Pts | J | V | E | D | GP | GC | SG |
| --- | -------------- | --- | - | - | - | - | -- | -- | -- |
| 1   | Inglaterra     | 7   | 3 | 2 | 1 | 0 | 7  | 3  | +4 |
| 2   | Estados Unidos | 5   | 3 | 1 | 2 | 0 | 5  | 4  | +1 |
| 3   | Japão          | 4   | 3 | 1 | 1 | 1 | 5  | 6  | –1 |
| 4   | Brasil         | 0   | 3 | 0 | 0 | 3 | 2  | 6  | –4 |

| 27 de fevereiro | Estados Unidos           | 2 – 2     | Japão                       | Talen Energy Stadium, Chester               |
| 16:00           | Rapinoe 23' · Morgan 76' | Relatório | 67' Nakajima · 90+1' Momiki | Público: 14 555 Árbitro: HON Melissa Borjas |

| 27 de fevereiro | Inglaterra           | 2 – 1     | Brasil                   | Talen Energy Stadium, Chester                  |
| 19:00           | White 49' · Mead 75' | Relatório | 16' (pen) Andressa Alves | Público: 5 954 Árbitro: USA Ekaterina Koroleva |

| 2 de março | Brasil      | 1 – 3     | Japão                                     | Nissan Stadium, Nashville              |
| 13:00      | Debinha 57' | Relatório | 44' Momiki · 81' Kobayashi · 85' Hasegawa | Público: 12 586 Árbitro: USA Karen Abt |

| 2 de março | Estados Unidos          | 2 – 2     | Inglaterra                | Nissan Stadium, Nashville                    |
| 15:30      | Rapinoe 33' · Heath 67' | Relatório | 36' Houghton · 52' Parris | Público: 22 125 Árbitro: CRC Marianela Araya |

| 5 de março | Japão | 0 – 3     | Inglaterra                             | Raymond James Stadium, Tampa               |
| 17:25      |       | Relatório | 12' Staniforth · 23' Carney · 30' Mead | Público: 8 580 Árbitro: USA Christina Unke |

| 5 de março | Estados Unidos | 1 – 0     | Brasil | Raymond James Stadium, Tampa                    |
| 20:20      | Heath 20'      | Relatório |        | Público: 14 009 Árbitro: CAN Carol Anne Chénard |

## Artilharia
Foram 19 gols marcados em 6 partidas, com média de 3,17 gols por jogo.
2 gols (4)
- Beth Mead
- Yuka Momiki
- Tobin Heath
- Megan Rapinoe

1 gol (11)
- Andressa Alves
- Debinha
- Karen Carney
- Steph Houghton
- Nikita Parris
- Lucy Staniforth
- Ellen White
- Yui Hasegawa
- Rikako Kobayashi
- Emi Nakajima
- Alex Morgan